# Trisetella tenuissima
Trisetella tenuissima är en orkidéart som först beskrevs av Charles Schweinfurth, och fick sitt nu gällande namn av Carlyle August Luer. Trisetella tenuissima ingår i släktet Trisetella och familjen orkidéer. Inga underarter finns listade i Catalogue of Life.